# Lestizza
Lestizza (friülà Listize) és un municipi italià, dins de la província d'Udine. L'any 2007 tenia 3.953 habitants. Limita amb els municipis de Basiliano, Bertiolo, Codroipo, Mortegliano, Pozzuolo del Friuli i Talmassons. Inclou les fraccions de Galleriano (Gjalarian), Nespoledo (Gnespolet), Santa Maria (Sante Marie), Sclaunicco (Sclaunic) i Villacaccia (Vilecjasse).

## Administració
| Període | Identitat     | Partit        |
| ------- | ------------- | ------------- |
| 2004-   | Amleto Tosone | Llista cívica |